# Dalnyj (rejon tbilisski)
Dalnyj (ros. Дальний) – chutor w Rosji, w Kraju Krasnodarskim, w rejonie tbilisskim. W 2010 liczył 550 mieszkańców.